# Viztumamt Lengenfeld
Das Viztumamt Lengenfeld war eine mittelalterliche Verwaltungseinheit. Das Viztumamt Lengenfeld umfasste einen großen Teil des Gebiets der heutigen Oberpfalz. Sitz war das heutige Burglengenfeld.
Zwei Urbare aus den Jahren 1285 und 1326 lassen den Umfang des Viztumamtes erkennen. In beiden Urbaren treten übereinstimmend folgende Ämter auf: Lengenfeld, Berngau, Berg, Grünsberg, Lauf, Hilpoltstein, Hohenstein, Riedenburg, Velburg, Lutzmannstein, Schmidmühlen, Regensburg, Regenstauf, Schwandorf, Neunburg oder Warberg, Wetterfeld, Nabburg, Amberg, Hahnbach, Thurndorf, Waldeck, Störnstein, Neustadt/Waldnaab, Rothenstadt, Murach. Im Urbar von 1326 werden folgende Ämter nicht mehr genannt: Auerbach bei Neunburg, Nittenau, Eslarn, Waidhaus, Altendorf (bei Nabburg), Schwarzach, Vilseck, Eschenbach und Frankenberg. Im Urbar von 1326 werden folgende Ämter neu genannt: Altmannstein, Eggersberg, Holstein, Hemau, Pfaffenhofen, Hirschau, Werdenstein, Rosenberg, Auerbach, Velden, Trausnitz, (Ober-)Viechtach, (Regen-)Peilstein und Trostberg.
Im Hausvertrag von Pavia wurde das Viztumamt Lengenfeld geteilt: Die rudolfinische Linie erhielt 24 Burgen, 6 Städte und 19 Märkte, nämlich Amberg, Nabburg, Neumarkt, Neunburg v. W., Neustadt und Sulzbach sowie die Märkte Auerbach, Erbendorf, Eschenbach, Floß, Hersbruck, Hirschau, Hohenstein,
Kemnath, Lauterhofen, Nittenau, Pegnitz, Plech, Pressath, Roding, Velden, Oberviechtach, Vohenstrauß und Weiden. Ludwig dem Bayern verblieben folgende Ämter: Lengenfeld, Schmidmühlen, Regenstauf, Velburg, Lutzmannstein, Schwandorf, Riedenburg, Regensburg („die Vorstadt von Regensburg“, Burg Weichs und die „Wörthe“ an der Donau), Hemau, Altmannstein, Eggersberg und Holstein.